# Anthaxia togataeformis
Anthaxia togataeformis es una especie de escarabajo del género Anthaxia, familia Buprestidae. Fue descrita científicamente por Novak en 2001.

## Distribución
Habita en el Neártico, Neotrópico, región indomalaya, Paleártico y región afrotropical.